# Кирани Джеймс (стадион)
Стадион Кирани Джеймс (англ. Kirani James Athletic Stadium) — многофункциональный стадион, расположенный в Сент-Джорджес, Гренаде.
Первая игра в крикет состоялась 14 апреля 1999 года между сборной команды Вест-Индии и сборной Австралии. Команды сыграли однодневный международный матч.
В 2002 году состоялся тестовый крикет между Вест-Индией и Новой Зеландией. По счёту, это был 84-й стадион для проведения тестового крикета.
В 2004 году ураган Иван уничтожил 80 % инфраструктуры Гренады. Стадион был восстановлен в 2007 году к началу Чемпионата мира по крикету.
В 2017 году стадион был переименован в Кирани Джеймс в честь первого олимпийского призёра Гренады Кирани Джеймса.